# 上鎮區 (新澤西州)
上鎮區（英語：Upper Township）是位於美國新澤西州開普梅縣的一個鎮區。

## 地方資料
上鎮區的面積為177.89平方千米，當中陸地面積為160.65平方千米，而水域面積為17.24平方千米。根據2020年美國人口普查的數據，當地共有人口12539人，而人口密度為每平方千米70.49人。